# Dothan Pro Classic 2011
Il Dothan Pro Classic 2011 è stato un torneo di tennis facente parte della categoria ITF Women's Circuit nell'ambito dell'ITF Women's Circuit 2011. Il torneo si è giocato a Dothan negli USA dal 18 al 24 aprile 2011 su campi in terra rossa e aveva un montepremi di $50,000.

## Vincitori

### Singolare
Melinda Czink ha battuto in finale  Stéphanie Foretz Gacon con il punteggio di 6–2, 6–3

### Doppio
Valerija Solov'ëva /  Lenka Wienerová hanno battuto in finale  Heidi El Tabakh /  Alison Riske con il punteggio di 6–3, 6–4